# Grayiinae
Grayiinae – monotypowa podrodzina węży z rodziny połozowatych (Colubridae).

## Zasięg występowania
Podrodzina obejmuje gatunki występujące w Sudanie, Czadzie, Mali, Nigrze, Senegalu, Gambii, Gwinei Bissau, Gwinei, Sierra Leone, Liberii, Wybrzeżu Kości Słoniowej, Burkinie Faso, Ghanie, Togo, Beninie, Republice Środkowoafrykańskiej, Nigerii, Kamerunie, Gwinei Równikowej, Gabonie, Kongu, Demokratycznej Republice Konga, Ugandzie, Rwandzie, Burundi, Kenii, Tanzanii, Angoli i Zambii.

## Systematyka

### Etymologia
- Grayia: John Edward Gray (1800–1875), brytyjski zoolog[5].
- Xenurophis: gr. ξενος xenos „obcy, dziwny”[7]; ουρα oura „ogon”[8]; οφις ophis, οφεως opheōs „wąż”[9]. Gatunek typowy: Xenurophis caesar Günther, 1863.
- Macrophis: gr. μακρος makros „długi”[10]; οφις ophis, οφεως opheōs „wąż”[9]. Gatunek typowy: Macrophis ornatus Barbosa du Bocage, 1866.

### Podział systematyczny
Do podrodziny należy jeden rodzaj z następującymi gatunkami:  
- Grayia caesar (Günther, 1863)
- Grayia obscura Chaney, Greenbaum & Pauwels, 2024
- Grayia ornata (Bocage, 1866)
- Grayia smithii (Leach, 1818)
- Grayia tholloni Mocquard, 1897